# Carnegie Corporation of New York

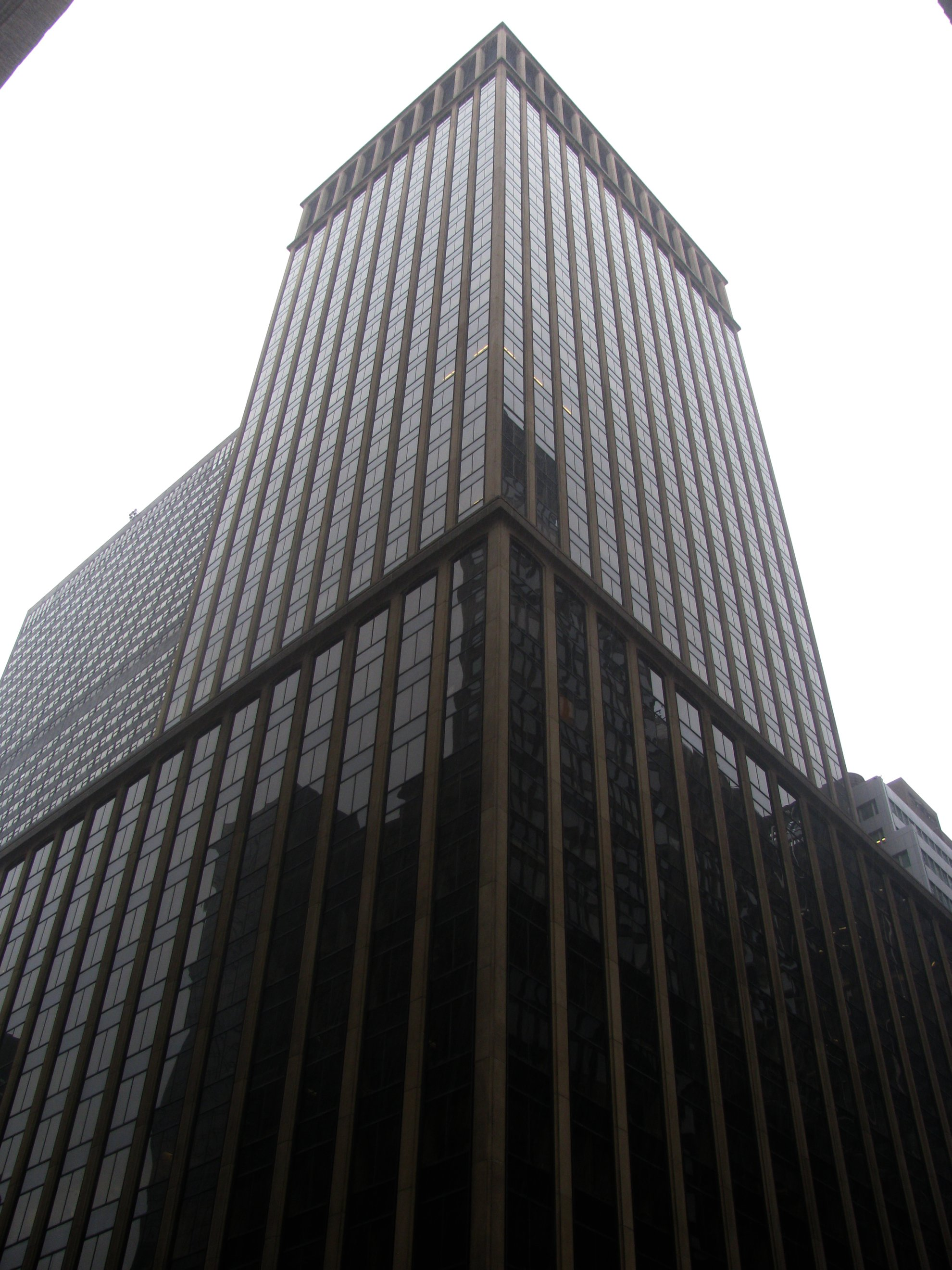
Un edificio Emery Roth de 40 pisos de 1967. En el lado este de Madison, entre las calles 49 y 50.

La Carnegie Corporation of New York (en español, Corporación Carnegie de Nueva York) es un fondo filantrópico establecido por Andrew Carnegie en 1911 para financiar programas educativos en los Estados Unidos. Posteriormente la corporación extendió sus actividades en todo el mundo. Carnegie Corporation ha dotado o ayudado a establecer instituciones como el Consejo Nacional de Investigación de los Estados Unidos, el Centro Davis para Estudios Rusos y Euroasiáticos, la Biblioteca Carnegie y el Taller Sesame de televisión infantil. Durante muchos años financió a las organizaciones filantrópicas Fondo Carnegie para la Paz Internacional e Instituto Carnegie (CIS). Según la OCDE, las ayudas de Carnegie Corporation of New York para el desarrollo alcanzaron en 2019 24 millones de USD.